# 畢業旅行笑翻天
《畢業旅行笑翻天》，是一個青春勵志、歌舞、喜劇校園電影。由王子、徐嬌、禾浩辰、曹佑寧、歐陽妮妮、刘志宏领衔主演。除了匯聚青春偶像外，還有恬妞、黃子佼、林子聰等前輩加持。在中國大陸人氣超高的歐陽娜娜也將出演該片，為姐姐歐陽妮妮打氣。 將在2018年2月2日台灣上映。

## 註腳
1. ↑  電影片頭出現導演為高志森、張毅、胡聖亞三人, 但高志森本人並不承認於畢業旅行笑翻天一片中擔任導演工作

## 故事大钢
一群正值青春期的學生馬上就要面對他們人生中最重要的考試---高考。體育老師李家學告別他們，去鄉村支教。分別之後他們經歷了一個艱苦但又笑聲不斷的學期。高考結束，他們決定踏上尋找李老師的畢業旅程……

## 演出

### 主演
| 演員     | 角色           | 簡介                                                       |
| 王子     | 王偉           | 17歲高中生，和林千琪從小學到高中是同班同學，從小喜歡林千琪 |
| 徐嬌     | 林千琪         | 高中生，和王偉從小學到高中是同班同學                       |
| 昌隆     | 强强           |                                                            |
| 蒲冰墨   | 窈窕淑女大吃客 |                                                            |
| 禾浩辰   | 馬云豪         |                                                            |
| 王櫟鑫   | 張天樂         |                                                            |
| 歐陽妮妮 | 宋麗媛         |                                                            |

### 其他
| 演員   | 角色               | 簡介 |
| 林雪   | 教導主任           |      |
| 曹佑寧 | 體育老師           |      |
| 劉志宏 | 窈窕淑女大吃客弟弟 |      |

### 客串
| 演員     | 角色       | 簡介 |
| 恬妞     | 馬云豪奶奶 |      |
| 邱宇辰   | 旅遊團員   |      |
| 邰智源   | 千琪的爸爸 |      |
| 許效舜   | 餐廳經理   |      |
| 林子聰   | 黑衣人老大 |      |
| 歐陽娜娜 |            |      |
| 黃子佼   |            |      |

## 外部連結
- 毕业旅行笑翻天的新浪微博